# Antoine Limoges
Pour les articles homonymes, voir Limoges (homonymie).
Antoine Limoges est un homme politique français né le 10 décembre 1764 à Terrasson-Lavilledieu (Dordogne) et mort en 1819 à Bordeaux (Gironde).

## Biographie
Avocat, il devient accusateur public au tribunal criminel de la Dordogne. Il est élu député de la Dordogne au Conseil des Cinq-Cents le 26 germinal an VI et réélu en l'an VII. Favorable au coup d'État du 18 Brumaire, il est nommé juge au tribunal d'appel de Bordeaux en 1800.

### Source
- « Antoine Limoges », dans Adolphe Robert et Gaston Cougny, Dictionnaire des parlementaires français, Edgar Bourloton, 1889-1891 [détail de l’édition]